# 호조 도키우지

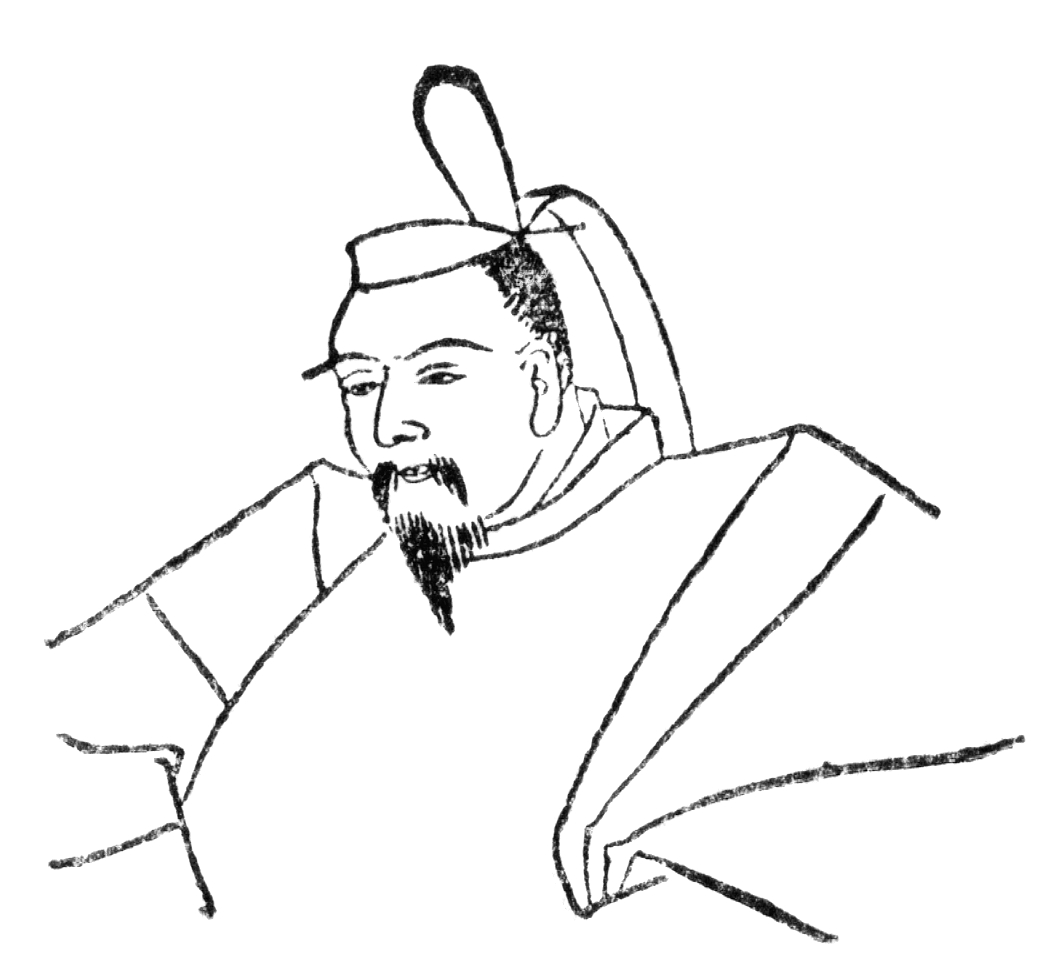
호조 도키우지

호조 도키우지(北条時氏)는 가마쿠라 시대 전기의 호조씨 일원이다. 가마쿠라 막부 제3대 싯켄 호조 야스토키의 장남이다. 외손자는 아시카가 요리우지(아시카가 다카우지의 증조부)이다.